# Поддон картера двигателя

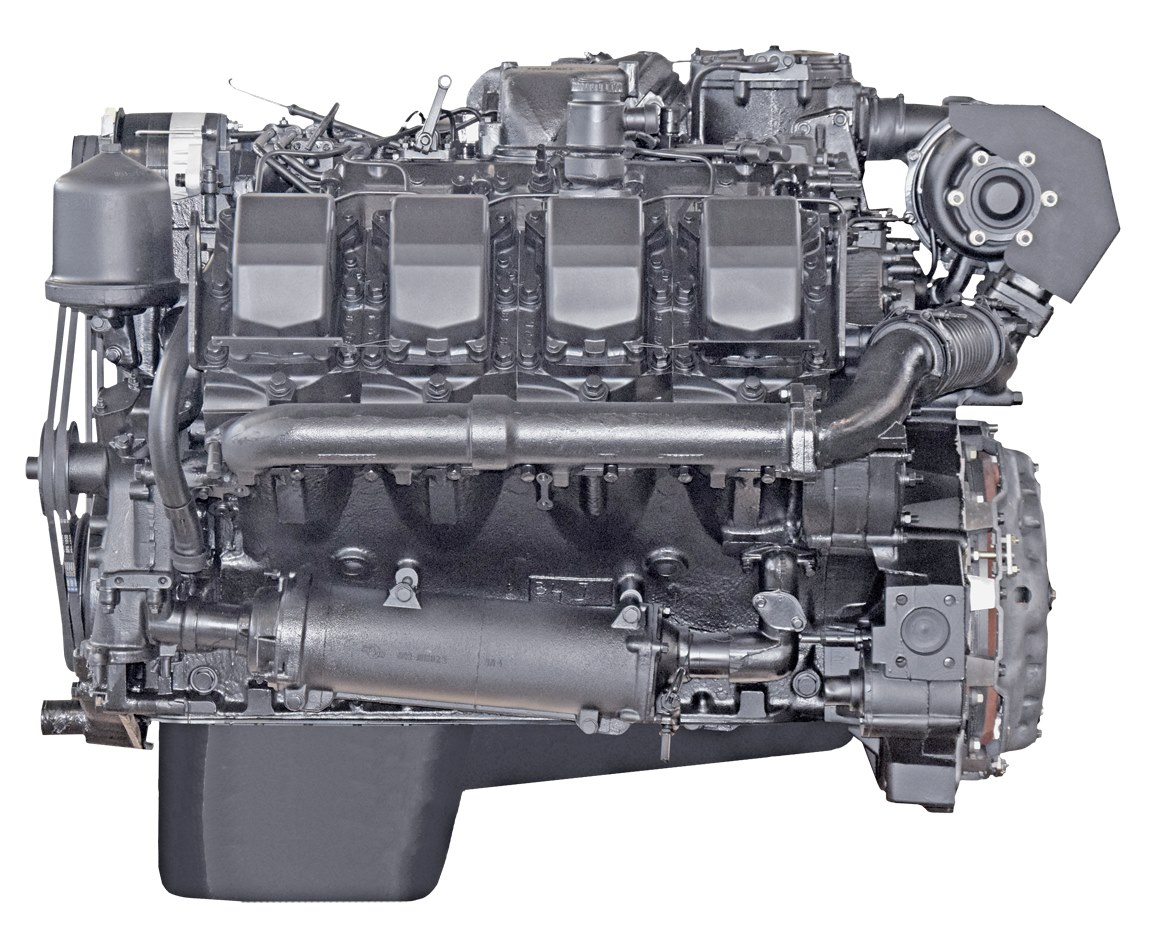
Поддон двигателя — его самая нижняя (крупная) деталь

Поддон картера двигателя — корпусная деталь ДВС, предназначенная для хранения и сбора масла (кроме двигателей с сухим картером, где функцию хранения масла выполняет отдельно стоящий масляный бак). Другие распространённые названия — поддон двигателя, поддон картера. Поддон также изолирует полость картера (блок-картера, блока цилиндров — смотря по конструкции) от загрязнения деталей снаружи и препятствует потере масла при работе. В поддоне оседают крупные загрязнения (стружка, отколовшиеся детали и попавшие в двигатель загрязнения).

## Устройство масляного поддона
Поддон имеет корытообразную форму, определяемую как размещёнными внутри агрегатами, так и возможностью вытяжки применяемой стали, общей технологичностью изготовления. Поддон прикрепляется к картеру (блок-картеру) на болтах (чугунный блок), либо шпильках (алюминиевый блок); для уплотнения стыка устанавливается цельная или сборная прокладка из резины, пробки или картона. Во многих новых конструкциях двигателей прокладка поддона отсутствует, уплотнение осуществляется герметиком.

### Материал поддона
Основные применяемые материалы — низкоуглеродистая сталь, алюминиевый сплав.
- Большинство двигателей имеет поддон, получаемый глубокой вытяжкой из стального листа марок 08кп (ранее), 03ХГР, 06ХГСЮ, либо другой малоуглеродистой, отвечающей необходимым требованиям к глубине вытяжки (глубокая, весьма глубокая, весьма особо глубокая). Глубина вытяжки, определяется конструкцией (формой и объёмом) поддона. Преимуществами стали является дешевизна и сопротивление ударам, недостатками — корродируемость, низкая жёсткость стыка с блоком, невозможность придания произвольно заданной формы.
- Алюминиевые поддоны получают обычно литьём из алюминиево-магниевых либо алюминиево-кремниевых сплавов. Им можно придать любую необходимую форму, в том числе снабдить рёбрами для жёсткости и охлаждения. При равной массе поддон из алюминиевого сплава имеет большую жёсткость и прочность, однако при ударах может разрушаться хрупко (силумины). Поддоны из алюминиевого сплава не нуждаются в окраске, и придают двигателю хороший вид; также увеличивают теплоотдачу в воздух благодаря высокой теплопроводности и наличию рёбер. В двигателях небольшой мощности этого достаточно для устранения масляного радиатора и/или водомасляного теплообменника, при поддержании нужной температуры масла[2].

### Форма и объём
Как правило, поддон образует вместе с картером кривошипную полость двигателя, поэтому необходимая глубина поддона и его объём определяется расстоянием от оси коленвала до плоскости разъёма, радиусом кривошипа и размером кривошипной головки шатуна, а также количеством масла в системе. Объём должен быть таков, чтобы находящееся в поддоне масла не подхватывалось вращающимися деталями (кривошипы и шатуны) во всём интервале допустимых углов наклона двигателя. В противном случае это приведёт к большому вспениванию и расходу масла, а также возможному снижению давления масла в системе, с соответствующими последствиями (выплавление вкладышей). Увеличение высоты поддона и уменьшение расстояния от оси коленвала до плоскости разъёма уменьшает массу двигателя, но снижает жёсткость блока; таким образом, форма и объём поддона зависят от заданной разработчиком прочности и жёсткости картера (блок-картера, блока цилиндров — смотря по конструкции). Во избежание избыточного вспенивания и переливания масла, поддон обычно имеет внутреннее оребрение (алюминиевые/пластмассовые), либо внутренние перегородки (приваренные к стальному поддону).

## Узлы, связанные с поддоном
В полости поддона обычно смонтирован шестерёнчатый маслонасос с его приводом, масляный щуп; поддон имеет также сливное отверстие с завертной (часто магнитной) пробкой. Всё это относится к «мокрому» поддону, так как системы с сухим картером имеют обычно масляный насос снаружи, а масляный щуп и сливная пробка установлены в масляном баке. Современные двигатели могут иметь также встроенный индикатор уровня масла (блокирующий пуск при его нехватке), есть варианты с подогревными змеевиками (военные машины); в случае использования внешнего масляного радиатора поддон имеет присоединительную резьбу для сливного шланга.
Сливное отверстие, закрываемое пробкой, позволяет быстро слить масло из самой нижней точки двигателя, а тем самым, удалить и часть накопившихся отложений. Наличие металлических включений в сливаемом из поддона масле указывает на происходящий в двигателе аварийный износ или разрушение деталей.

## Неисправности
Поддон может быть повреждён (смят) при наезде автомобиля на препятствие, при неаккуратном перемещении/монтаже двигателя. При этом может разрушаться или изгибаться, например, маслозаборник двигателя, что приводит к масляному голоданию. При пробитии поддона теряется масло, и двигатель также выходит из строя.